# نبيل الهجرسي
نبيل الهجرسي (31 يناير 1937 - 19 يناير 2013 )، ممثل مصري.

## حياته
ولد في الإسكندرية، حصل على بكالوريوس الفنون التطبيقية، تزوج في بداية حياته من الفنانة إسعاد يونس حين كانت مذيعة ثم انفصلا، عمل في المسرح في العديد من المسرحيات كوميدية ودرامية كممثل كوميدي عرف بأدواره الكوميدية وخاصة دور صديق البطل لمع في المسرح أكثر من السينما اتسم بنمطية الأداء وكرر نفسه كثيراً رغم خفة ظله.

## أعماله

### من الأفلام
| - فبراير الأسود:2013 - الخروج من القاهرة:2011 - بنتين من مصر:2010 - لحظات أنوثة:2008-اشرف خال اميرة - علي سبايسي:2005-لمعي مدير الكباريه - ليلة سقوط بغداد:2005-الطبيب النفساني - درب البهلوان:1992-رزق - الستات:1992-فريد حسنين صحفي - سفاح في مدرسة المراهقات:1992-العلم جابر - الكلبشات:1991 - عشش الترجمان:1990 - خميس يغزو القاهرة:1990-فهمي - مولد وصاحبه غايب:1990-عنتر - باب النصر:1988 - العرضحالجي في قضية نصب:1987-خليل عمران - معركة النساء:1986 - رغبة وحقد وانتقام:1986-بحيري المزين - البيه صديقي:1985 | - إللي خد حاجة يرجعها:1984-شيشتاني - الفرن:1984-عبده كتانيلا - مرآة في الكف:1981-موظف - أمهات في المنفى:1981-خليفة عوض الله محمود - وقيدت ضد مجهول:1981-عباس - عمل إيه الحب في بابا ؟:1980-بكري السُّفرجي - البنات عايزة إيه:1980-عبد المنعم خال ليلى - x علامة معناها الخطأ:1980-توفيق - عشاق تحت العشرين:1979 - وراء الشمس:1978-أحد المعتقلين - شهادة مجنون:1978-كمال عقل - القضية المشهورة:1978-مسجون - الولد الغبي:1977 - شيلني وأشيلك:1977 - فيفا زلاطا:1976-مندوب وزارة السياحة - الملكة وأنا:1975-سعيد - مجانين بالوراثة:1975-فتحي | - بديعة مصابني:1975-صالح - المطلقات:1975-فريد - صائد النساء:1975-مدير اللوكندة - وانتهى الحب:1975 - حكايتي مع الزمان:1974-رضوان - رحلة العجائب:1974 - المرأة التي غلبت الشيطان:1973 - جريمة لم تكتمل:1972-فتحي - أزمة سكن:1972-عزت - جنون المراهقات:1972-مساعد هولاكو - شياطين البحر:1972 - بنت بديعة:1972 - آدم والنساء:1971 - غرام في الطريق الزراعي:1971-راكب الباص - أنا وزوجتي والسكرتيرة:1970 - مغامرة شباب:1970-عادل - أصعب جواز:1970-لاعب 3 ورقات | - سارق المحفظة:1970-جميل زوج ناهد الفنجري - مجرم تحت الاختبار:1969-المخرج - الناس إللي جوه:1969 - المعركة الملعونة:1969 - دلع البنات:1969 - صباح الخير يا زوجتي العزيزة:1969-حنفي - شهر عسل بدون إزعاج:1968-ضابط القسم - الست الناظرة:1968-سمير - 3 قصص:1968-شقيق عروس القصة (3) - حواء والقرد:1968 - كيف تسرق مليونير:1968-عامل الفندق - عالم مضحك جدا:1968-الماذون - بنت شقية:1967-الجرسون - حارة السقايين:1966-من عمال الورشة - هو والنساء:1966-ملازم أول قسم الدقي - إجازة بالعافية:1966 - باسم الحب:1965 |

### من المسلسلات
| - فندق 8 حريم:2013 - حسن التنين:2012 - في العلالي:2011 - صبيان وبنات:2009 - عرائس موكشا:2009 - بيت العيلة (ج1):2009-ضيف شرف - حضرة الضابط أخي:2009-ضيف الحلقة - أنا قلبي دليلي:2009 - الفاضي يعمل إيه:2008 - نفق الشيطان:2008 - العمدة هانم:2008 - قمر:2008 - خليها على الله:2007 - على باب مصر:2006-كتبغا - الحب بعد المداولة:2006 - دائرة الاشتباه:2006 | - إضحك قبل الضحك مايغلا:2005 - بابا في تانية رابع:2004 - ابناء الامجد:2004 - للسعداء فقط:2003 - المرأة في الإسلام:2003 - الدنيا حظوظ:2002 - وحلقت الطيور نحو الشرق:2002-ضيف شرف - حمزة وبناته الخمسة:2001 - آمال وأقدار:2001-محروس - الحب له أوان:2000 - اوتار التغريبة:2000 - مرات جوزي:2000 - أزعرينا:2000 - معاش مبكر:1999 - الابن الضال:1999 | - أسعد زوج في العالم:1999 - لن تسرق عمري:1999 - هو وغيره:1999 - الحساب:1998-ضيف شرف - لعبة الحياة:1998-عبد العال حسنين - وبقيت الذكريات:1998 - القضاء في الإسلام (ج7، 8):1997، 1998 - وجاري البحث عن شحته:1997-ضيف الحلقات - حواء والتفاحة:1996 - سر الأرض:1994 - الأزواج الطيبين:1993-المدير - المزاد:1993 - البحث عن فرصة:1990 - أهلا يا جدو العزيز:1989 - ألف ليلة وليلة:1984 | - عش المجانين:1983 - عيون لا تعرف الدموع:1983 - عاشت مرتين:1982-فؤاد - برج الحظ:1978 - العنكبوت:1973-الصحفي بهجت خطيب د. نجوى - احلام شحاتة:1972 - القاهرة والناس:1972 - أبدا لن أموت:1969-الصحفي فؤاد - الأبواب المغلقة:1966-أخو نيفين - الرحلة - مهلا أيها العمر - عباد الرحمن - موعد لم يتم - أدركني يادكتور - قلوب من بسكويت |

### من المسرحيات
| - البلدوزر:1986-مُحسن - موعد مع الوزير:1986-عفيفي + إخراج - اعقل يا مجنون:1985-حمدي - مين جوز مين:1982-شعبان + إخراج - من يضحك اخيرا:1980 | - قانون الحب:1980-دكتور فؤوسه + إخراج - البكاشين:1970 - التعلب فات:1970 - الطرطور:1966-محسن - نمرة 2 يكسب:1966-أنور صبري | - عفريت الست شوقية:1966 - أنا وأخويا وأخويا:1965 - العبيط:1964-حسين - أصل وصورة:1963-الفراش - إلى المصيف يا زوجي الحبيب | - عائلة الاناضولي - فتاة الغلاف - الزنقةتمثيل وإخراج - الو أنا الدولارتمثيل وإخراج - الصغيرة | - طب ليه - أنا مش خرونجتمثيل وإخراج - الضحك عالمكشوف - شارع أفراح الأحزان - والسيدة حرمه (سيدة الحوش):1984-مخرج |

| - حكايات اليومين دول:2004 - ليلة طويلة:1986-شريف - الزمار - سلامتك يا أبي - عيد ميلاد بعد الستين - حكاية البهلوان - نساء الصمت - سارق أفكاري - الموعد - منى - وتمت بحمد الله | - رباعيات جاهين:2004 - الناس لبعض:1983 - نوارة:1973 - المصلحاتي |

## روابط خارجية
- نبيل الهجرسي على موقع الدهليز
- نبيل الهجرسي على موقع قاعدة بيانات الأفلام العربية